# مارگارت میچل
مارگارت مانرلین میچل مارش (به انگلیسی: Margaret Munnerlyn Mitchell) (زادهٔ ۸ نوامبر ۱۹۰۰ - درگذشتهٔ ۱۶ اوت ۱۹۴۹) که بیشتر با عنوان مارگارت میچل شناخته می‌شود، نویسنده و روزنامه‌نگار اهل آمریکا بود. میچل در طول زندگی‌اش یک رمان با موضوع جنگ داخلی آمریکا به نام بربادرفته منتشر کرد. مارگارت به‌خاطر این رمان موفق به دریافت جایزهٔ کتاب ملی در سال ۱۹۳۶ و جایزهٔ ادبی پولیتزر در سال ۱۹۳۷ شد. در سال‌های اخیر، یک مجموعه از نوشته‌های دوران نوجوانی میچل با عنوان لاست لایسن منتشر شده‌است. یک مجموعه از مقالاتی که توسط میچل در نشریهٔ آتلانتا منتشر شده بود، در یک کتاب بازچاپ شده‌است.

## زندگی
مارگارت میچل در آتلانتا در ایالت جورجیا زاده شد.
او تحصیلات خود را در رشتهٔ پزشکی ادامه داد، اما به علت مرگ مادر، آن را نیمه‌کاره گذاشت و به روزنامه‌نگاری پرداخت.
او در سال ۱۹۲۶ شروع به نوشتن رمان بربادرفته کرد که سرانجام در سال ۱۹۳۶ چاپ شد و به‌سرعت به ۱۶ زبان ترجمه شد.

## مرگ

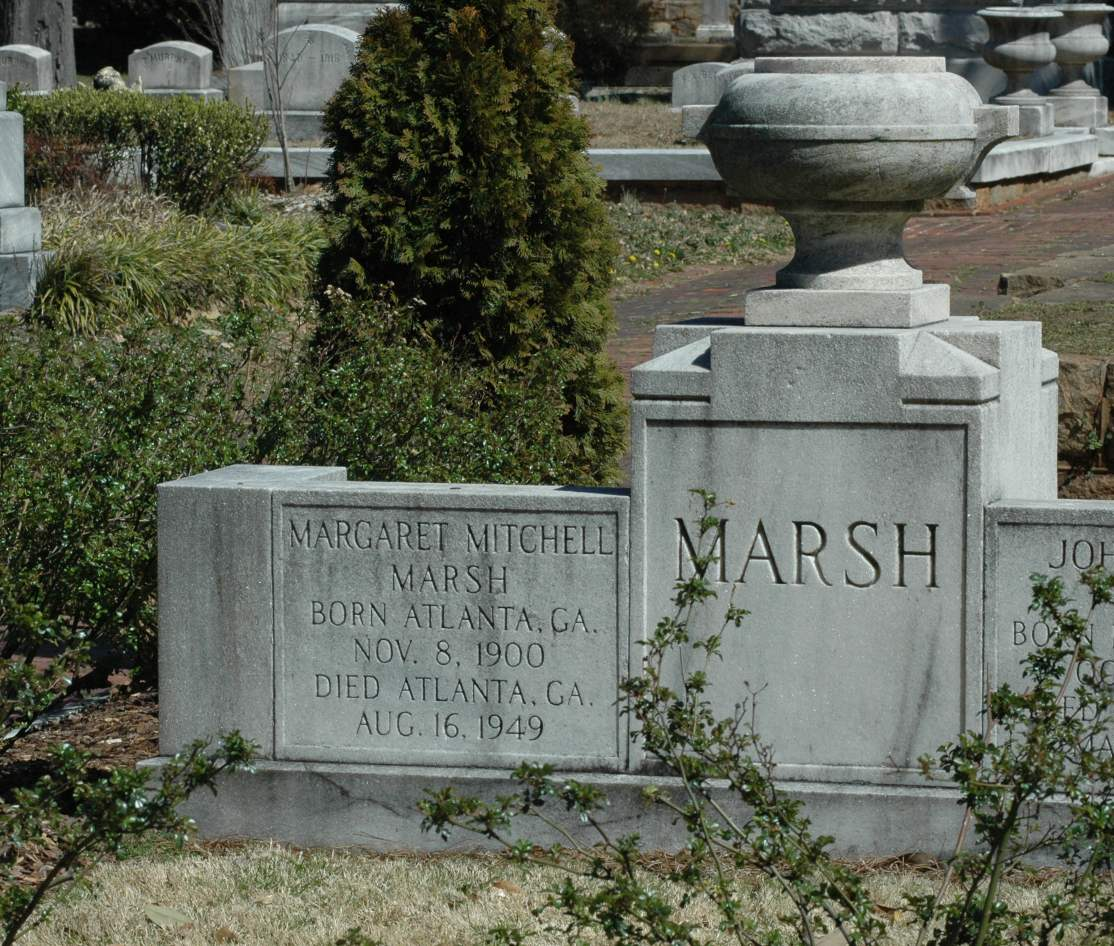
مقبره میچل در قبرستان آکلند. آتلانتا

مارگارت هنگامی که با همسرش به تماشای فیلم یک داستان کنتربری می‌رفت با یک اتومبیل که با سرعت بالا در حال گذر بود تصادف کرد. او ۵ روز بعد در بیمارستان گریدی درگذشت.
راننده هاگ گراویت بعد از اتمام شیفتش مشغول رانندگی بود که با میچل تصادف کرد و دستگیر شد.
گراویت به علت مستی و سرعت بالا و رانندگی در خلاف جهت جریمه شد و به ۱۸ ماه حبس محکوم شد. او در سال ۱۹۹۴ در سن ۷۳ سالگی درگذشت.
میچل در قبرستان اکلند جورجیا به خاک سپرده شد. همسرش هم بعد از مرگ در کنار او به خاک سپرده شد.